# كيم جونغ-هيون (لاعب كرة قدم كوري جنوبي)
كيم جونغ-هيون (الكورية: 김정현) هو لاعب كرة قدم كوري جنوبي في مركز الوسط، ولد في 1 يونيو 1993 في كوريا الجنوبية. لعب مع أويتا ترينيتا ونادي غوانغجو.

## وصلات خارجية
- كيم جونغ-هيون (لاعب كرة قدم كوري جنوبي) على موقع رابطة كرة القدم اليابانية للمحترفين (اليابانية)
- كيم جونغ-هيون (لاعب كرة قدم كوري جنوبي) على موقع دوري كوريا الجنوبية (الإنجليزية)
- كيم جونغ-هيون (لاعب كرة قدم كوري جنوبي) على موقع قاعدة بيانات كرة القدم.إي يو (الإنجليزية)
- كيم جونغ-هيون (لاعب كرة قدم كوري جنوبي) على موقع Soccerway.com (الإنجليزية)